# SEACOM (kabel)

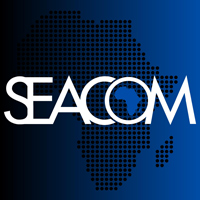
Logo SEACOM

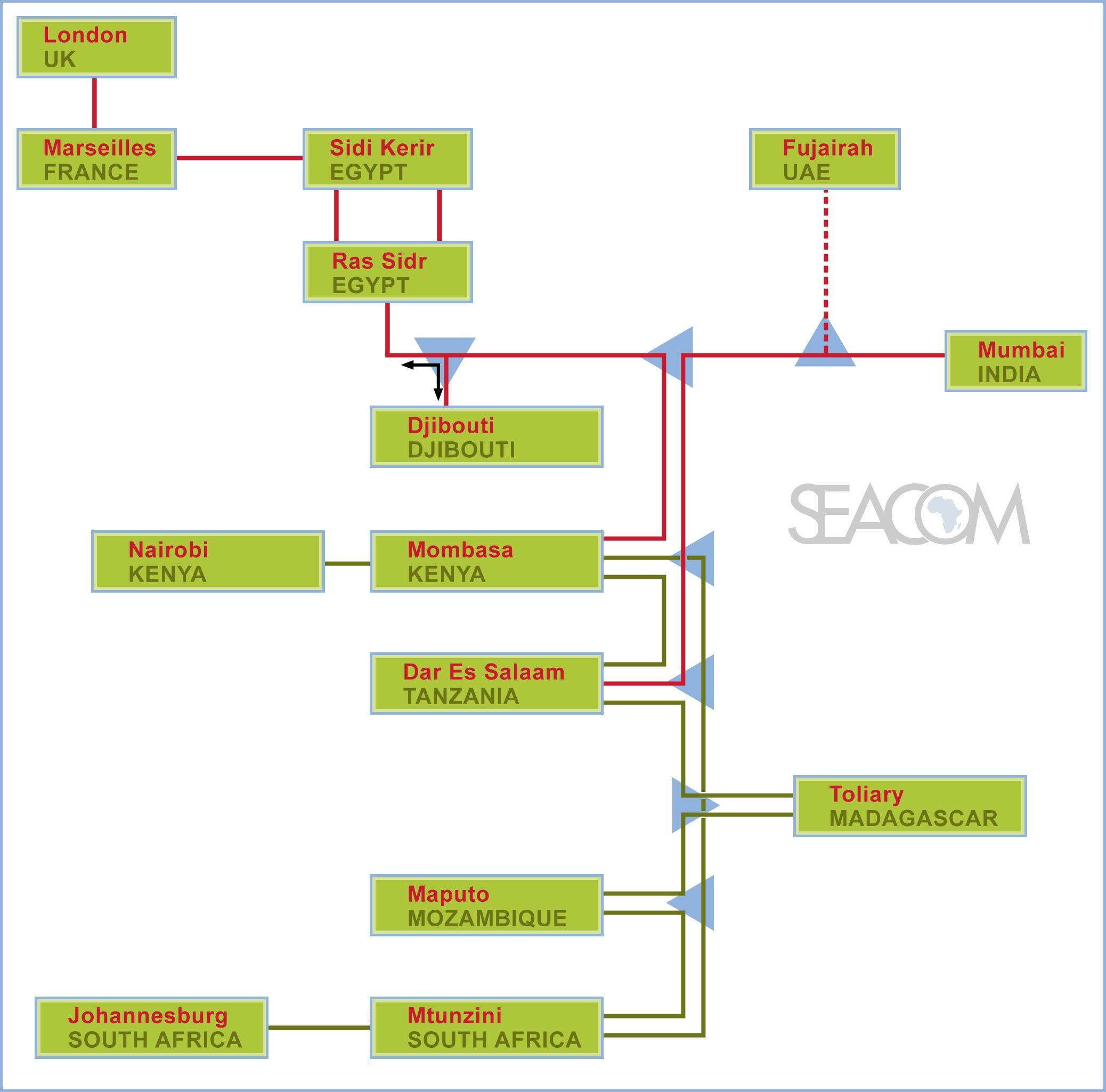
Overzicht aansluiting landen

SEACOM is een private onderneming die verantwoordelijk is voor de aanleg en exploitatie van onderzeese glasvezelkabels, die Zuidoost-Afrika en Oost-Afrika zullen verbinden met wereldwijde netwerken via Europa en India. 